# Pia Ackermann
Pia Ackermann (* 1988) ist eine Schweizer Politikerin (SP). Seit 2015 ist sie Mitglied des Zürcher Kantonsrats.

## Leben und Politik
Pia Ackermann ist von Beruf Physiotherapeutin und wohnt in Zürich. Sie ist Mitglied der Sozialdemokratischen Partei der Schweiz (SP). Am 18. Mai 2015 trat sie für die Kreise 3 und 9 der Stadt Zürich in den Zürcher Kantonsrat ein. Seit dem 8. Mai 2023 ist sie dort Mitglied der Geschäftsprüfungskommission.